# Encyrtus zebinia
Encyrtus zebinia är en stekelart som beskrevs av Walker 1839. Encyrtus zebinia ingår i släktet Encyrtus och familjen sköldlussteklar. Inga underarter finns listade i Catalogue of Life.